# Прапор Славутича
Пра́пор Славу́тича — офіційний символ міста Славутича Київської області.

## Опис
Прапор міста Славутича має форму прямокутника розміром 160 см по горизонталі та 100 см по вертикалі.
На полі прапора у лівому верхньому куті на відстані 15 см зверху та 15 см зліва знаходиться зображення герба міста шириною 29 см, висотою 36 см, обрамленого лінією золотавого кольору завширшки 1 см.
Поле прапора поділено на дві частини, верхня (головна частина) висотою 70 см, на якій розміщено герб міста, має малиновий колір, нижня частина висотою 30 см має жовто-золотавий колір.
Враховуючи практичність, історичність і звичай:
- малиновий колір — свобода, слава, символ козацької перемоги;
- жовто-золотавий колір — сонце, багатство, сила і вдача.